# 山本武 (公務員)
山本 武（やまもと たけし、1917年（大正6年）3月1日 - 1998年（平成10年）2月8日）は、日本の元学校経営者・元地方公務員。北海道出身。
北海道帝國大学農学部卒。1947年（昭和22年）北海道庁に入庁。その後、同農政部課長などを経て、1968年（昭和43年）同上川支庁長。1972年（昭和47年）同公営企業管理者。同年、北海道教育委員会教育庁教育長。1975年（昭和50年）北海道教育委員会学校教育局長。1977年（昭和52年）北海道庁停年退官。北海道文化財保護協会副会長。1978年（昭和53年）学校法人札幌学院大学理事。1983年（昭和58年）北海道文化放送番組審議会委員長。1987年（昭和62年）学校法人札幌学院大学副理事長。1993年（平成5年）から1996年（平成8年）まで学校法人札幌学院大学理事長。

## 受賞歴
勲四等旭日小綬章（1987年（昭和62年））